# San Andrés de Llavaneras
San Andrés de Llavaneras (oficialmente en catalán: Sant Andreu de Llavaneres) es un municipio, situado en la comarca de El Maresme. Perteneciente a la provincia de Barcelona en la comunidad autónoma de Cataluña, España. Cuenta con una población de 11 933 habitantes (INE 2024).
San Andrés de Llavaneras está situado a 36 km al norte de Barcelona, a la orilla de la costa mediterránea donde se encuentra Puerto Balís. Está entre el mar situado al este y el parque natural del Montnegre y el Corredor al oeste. La población tiene buenas comunicaciones con la capital de la provincia gracias a la línea 1 de Cercanías Renfe de Barcelona, así como la autopista del Maresme y la N-II.

## Toponimia
Una leyenda etimológica, carente de verosimilitud, supone que «Llavaneras» significa «Serena Vall» (Sereno valle) leído al revés.[cita requerida] En su forma más antigua el topónimo aparece con la forma labandarias. Entre los antiguos nombres del lugar habrían figurado San Andrés de Llabaneras, San Andrés Llevaneras y San Andrés de Llevaneras. En 1984 pasó a llamarse Sant Andreu de Llavaneres.

## Geografía
Integrado en la comarca de El Maresme, se sitúa a 38 km de la capital catalana. El término municipal está atravesado por la autopista del Maresme (C-32), por la antigua carretera N-II entre los pK 651 y 652 y por carreteras locales que permiten la comunicación con Mataró y San Vicente de Montalt. 
El relieve del municipio está caracterizado por la franja costera de El Maresme entre San Vicente de Montalt y Mataró y la vertiente suroccidental del macizo del Corredor (sierra de Polseruc y sierra de Vallalta). El Montalt (596 m), la cima más alta del término, se encuentra en el límite con San Vicente de Montalt, Dosríus y Arenys de Munt. El municipio está drenado por la riera de Llavaneras o de Montalt y la de Balís, que desembocan en el mar. La altitud oscila entre los 596 m y el nivel del mar. El pueblo se alza a 142 m sobre el nivel del mar.
| Noroeste: Dosríus | Norte: Dosríus        | Noreste: San Vicente de Montalt |
| Oeste: Mataró     |                       | Este: San Vicente de Montalt    |
| Suroeste: Mataró  | Sur: Mar Mediterráneo | Sureste: Mar Mediterráneo       |

## Historia

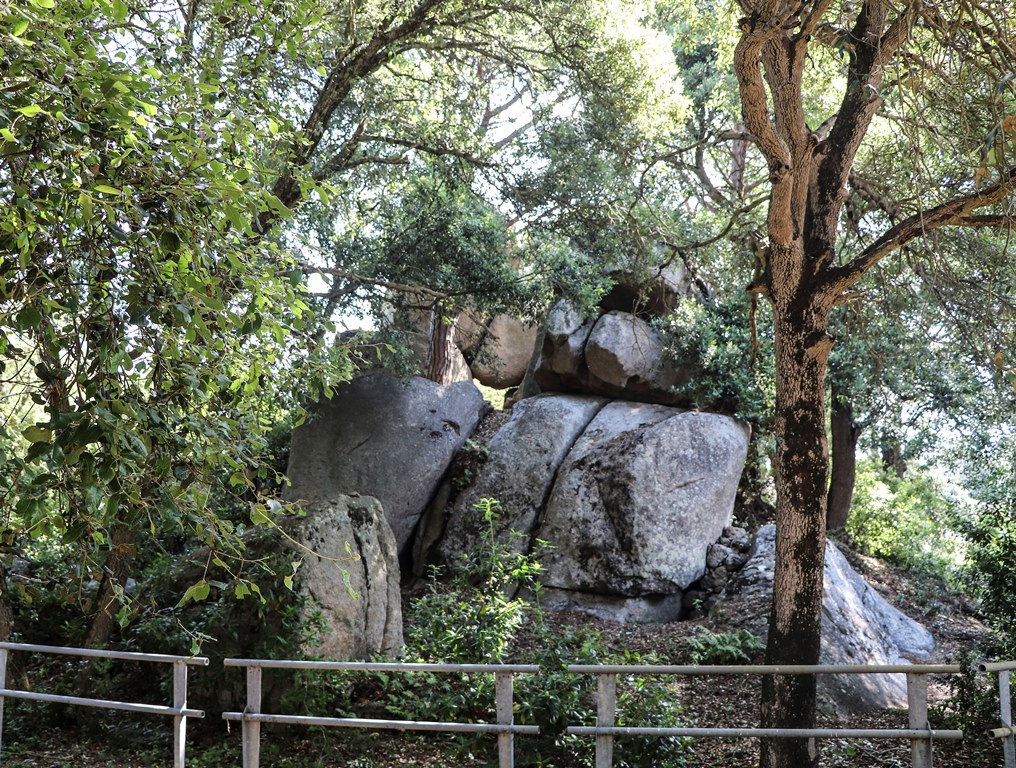
Las rocas de San Magín

El nacimiento arqueológico más antiguo en el término son las rocas de San Magín. Este sitio, situado a una cota de 428 m al lado de la lujosa urbanización Supermaresme en la sierra de Montalt, se encuentra dentro de un conjunto de bloques graníticos de dimensiones considerables de la era Paleozoica, formando pequeños abrigos y cuevas. En este conjunto, aprovechando el cobijo natural de las grandes rocas, había un asentamiento humano neolítico al aire libre rodeado por una valla formada por piedras de pequeñas dimensiones que llenaban los espacios abiertos entre roca y roca.
Antiguamente entre la riera de Llavaneras y el torrente de «las Brujas» estaba Can Sanç. Can Sanç era una villa rural que desde la romanización se había desplazado desde zonas íberas. Allí se cultivaban viñas y olivos. La actividad económica, como en Mataró y otros municipios, era meramente agrícola y centraba su interés en los cultivos hortícolas.
Más tarde, San Andrés de Llavaneras fue parte de Mataró y al final, hacia la mitad del siglo XVI consiguió la independencia. Lo que en un inicio era una población dispersa se fue desarrollando y se fueron formando barrios como el de Can Sanç, donde la gente se juntaba poco a poco. 
Más adelante, San Andrés de Llavaneras fue elegido por algunos barceloneses que buscaban huir temporalmente del núcleo urbano. De esa época datan varios edificios modernistas que hay en la localidad. Entre ellos las casas del arquitecto Joaquim Lloret Homs.
Actualmente se trata de un foco residencial.

## Símbolos
- El escudo de San Andrés de Llavaneras se define por el siguiente blasón:

Escudo en forma de losange de ángulos rectos: de azur, un sotuer pleno de argén; resaltando sobre el todo una palma de sinople en palo. Por timbre una corona mural de villa.»
Fue aprobado el 2 de septiembre de 1992, y publicado en el DOGC el 16 de octubre del mismo año. La palma es la representación del martirio de San Andrés, patrón de la villa, y el sotuer representa su cruz.
- La bandera oficial del municipio se define como:

Bandera apaisada, de proporciones dos de alto por tres de largo, azul, con una cruz de San Andrés llena con brazos de ancho de 1/6 del alto de la bandera, de color blanco. En medio y puesta en palo, una palma de altura de 7/9, de color verde.»
Fue aprobada el 20 de agosto de 1993, y publicada en el DOGC el 3 de septiembre del mismo año.

## Patrimonio
San Andrés de Llavaneras cuenta con una gran cantidad de casas como la torre «Grande» (gran), la del Sot, Cal Mates, Ca l'Alfaro, Cal Tomás y otras. Las tres últimas son de estilo neogótico. Junto al cementerio se encuentra la iglesia antigua de San Andrés.

## Cultura
El torrente de las Brujas recuerda el paso legendario de la figura de las brujas que ha tenido en tierras del Maresme.

### Gastronomía
San Andrés de Llavaneres es conocido actualmente también por su guisante dulce (se realiza una fiesta del guisante anualmente en la población (Fiesta del Guisante (Festa del Pèsol)) y por su torta dulce «Coca de Llavaneras» de forma aplanada y muy tierna al tacto.

### Fiestas
- Fiesta mayor: Se celebra el fin de semana más cercano al 30 de noviembre.
- Fiesta mayor de la Minerva: tercer domingo de julio.
- Tradicionalmente, se hace un mercado especial una vez al año. Coincide con la llamada: "La Fiesta del Guisante" (La Festa del Pèsol)

## Deporte
En San Andrés de Llavaneras se ubican el Club Náutico El Balís y el Club de Golf Llavaneras (además de dos campos más de pitch&putt) y cuenta con un club de baloncesto: el C. B. Llavaneres, creado en 1992. Este club contiene 16 equipos escritos en la federación de baloncesto, además contiene la escuela de baloncesto, donde los más pequeños empiezan a practicar este deporte.

## Demografía
San Andrés de Llavaneras cuenta con una población de 11 933 habitantes (INE 2024).
| Gráfica de evolución demográfica de San Andrés de Llavaneras entre 1842 y 2021 |
| |
| Población de derecho según los censos de población del INE. Población de hecho según los censos de población del INE.En este censo se denominaba San Andrés de Llabaneras: 1842. En estos censos se denominaba San Andrés Llevaneras: 1857, 1860, 1877, 1887, 1897, 1900, 1910, 1920, 1930, 1940, 1950, 1960, 1970 y 1981. |

- Evolución demográfica de San Andrés de Llavaneras entre 1991 y 2005

| 1991 | 1996 | 1998 | 1999 | 2000 | 2001 | 2002 | 2003 | 2004 | 2005 | 2011   |
| ---- | ---- | ---- | ---- | ---- | ---- | ---- | ---- | ---- | ---- | ------ |
| 4183 | 6194 | 6418 | 6767 | 7161 | 7466 | 8091 | 8450 | 8707 | 9180 | 10 406 |